# Wilhelm Reitzer
Wilhelm Reitzer (* 27. September 1917 in Zandt, heute Denkendorf; † 22. Oktober 2007 in Ingolstadt) war ein deutscher römisch-katholischer Geistlicher und Leiter des europäischen Hilfsfonds in Wien.

## Leben und Wirken
Reitzer wuchs mit zehn Geschwistern in Zandt auf. Er besuchte das Gymnasium in Eichstätt und studierte anschließend Theologie an der Bischöflichen Philosophisch-Theologischen Hochschule Eichstätt. Während des Zweiten Weltkrieges kam er in ein französisches Kriegsgefangenenlager für Priester und Theologiestudenten bei Chartres. Dort fand auch ein Besuch durch Angelo Roncalli, Apostolischer Nuntius in Frankreich und später Papst statt. Nach seiner Freilassung konnte er sein Theologiestudium beenden und wurde 1948 zum Priester für das Bistum Eichstätt geweiht. Im Anschluss war er Kaplan in Wemding und Greding. 1952 wurde er Mitglied im Cartellverband der katholischen deutschen Studentenverbindungen, Präses des Kolpinghauses und der Kolpingfamilie Ingolstadt. 1953 wurde er Diözesanpräses des Katholischen Werkvolkes und Leiter der CAJ (Christliche Arbeiterjugend) in der Diözese. 1958 wurde Reitzer Kurat von St. Augustin. Als 1959 St. Augustin zur Pfarrei erhoben wurde, wurde er deren erster Pfarrer. 1967 wurde er Domkapitular und Leiter des Diözesanbauamtes in Eichstätt. Gleichzeitig wurde er Diözesanpräses des Kolpingwerkes in der Diözese Eichstätt. 1973 wurde er Finanzdirektor der Diözese. 1979 gab er sein Amt als Kolpingpräsens ab und ging er als Leiter des Europäischen Hilfsfonds nach Wien. 1987 ging er in den Ruhestand, den er in Ingolstadt verbrachte. Er war Hochschulseelsorger der Wirtschaftswissenschaftlichen Fakultät der Katholische Universität Eichstätt-Ingolstadt (1989–1997) und Seelsorger des Altenheimes im Heilig-Geist-Spitals Ingolstadts. Daneben wirkte er als Geistlicher Beirat des Sachausschusses Christliche Ostarbeit des Diözesanrat Eichstätt. Während seiner Tätigkeit traf er auf Mutter Teresa in Kalkutta.
Er war Ehrendomherr in den Bistümern Zagreb, Hvar und Lublin. Er war Träger der Goldenen Ehrennadel des Kolpingwerkes (1979), der Goldenen Bürgermedaille der Stadt Ingolstadt (1996), des Bundesverdienstkreuz am Bande (1998) und der Medaille „Ecclesiae Populoque Servitium Praestanti“ der polnischen Kirche. Außerdem war er Ehrenbürger seiner Heimatgemeinde Denkendorf und Prälat Seiner Heiligkeit.
Reitzer starb am 22. Oktober 2007 im Klinikum Ingolstadt im Alter von 90 Jahren.